# Asparaginasa
L'asparaginasa és un enzim que s'utilitza com a antineoplàstic i en la fabricació d'aliments. Com a medicació, la L-asparaginasa s'utilitza per tractar la leucèmia limfoblàstica aguda (ALL), la leucèmia mieloide aguda (AML) i el limfoma no hodgkinià. Es dona per injecció en una vena, múscul o sota la pell. També hi ha disponible una versió pegilada. En la fabricació d'aliments s'utilitza per disminuir l'acrilamida.
Els efectes secundaris comuns quan s'utilitzen per injecció inclouen reaccions al·lèrgiques, pancreatitis, problemes de coagulació de la sang, hiperglucèmia (nivells elevats de sucre en sang), problemes renals i disfunció hepàtica. L'ús durant l'embaràs pot perjudicar el nadó. Com a aliment generalment es reconeix com a segur. L'asparaginasa funciona trencant asparagina (un aminoàcid) sense la qual les cèl·lules canceroses no poden produir proteïnes.
L'asparaginasa es va aprovar per a ús mèdic als Estats Units el 1978. Es troba en la llista model de Medicaments essencials de l'Organització Mundial de la Salut, els medicaments més eficaços i segurs necessaris en un sistema sanitari. Sovint s'elabora a partir d'Escherichia coli o Erwinia chrysanthemi.

## Mecanisme d'acció
La raó de l'asparaginasa és que s'aprofita que les cèl·lules de leucèmia limfoblàstica aguda i algunes altres sospitoses cèl·lules tumorals són incapaços de sintetitzar l'aminoàcid no essencial, asparagina, mentre que les cèl·lules normals són capaces d'elaborar-la; així les cèl·lules leucèmiques requereixen gran quantitat d'asparagina. Aquestes cèl·lules leucèmiques depenen de l'asparagina circulant. L'asparaginasa, però, catalitza la conversió de L-asparagina en àcid aspàrtic i amoníac. Això priva la cèl·lula leucèmica d'asparagina circulant, la qual cosa condueix a la mort cel·lular.